# Суперкубок України з гандболу серед жінок 2024
У сьомому розіграші Суперкубка України грали переможець чемпіонату і Кубка минулого сезону — львівська «Галичанка» і фіналіст цих турнірів ужгородські «Карпати».

## Матч
На початку матчу перевага була за ужгородською командою, перший тайм поєдинку завершився з нічийним рахунком 14:14, рівною була і перша половина другого тайму. У кінці основного часу «Карпатам» вдалось скоротити відставання у 4 м'ячі, рахунок другого тайму 20:20. Для визначення володаря Суперкубка спершу було проведено серію з п'яти семиметрових кидків, яка не визначила переможця — рахунок 4:4. Реалізований семиметровий кидок Анни Гававки («Карпати») у ворота Анни Стадник і кидок в поперечину від Ванесси Лакатош («Галичанка») привели ужгородські «Карпати» до першого Суперкубка в історії клубу.
Кращими гравчинями турніру було визнано Мілану Шукаль з «Галичанки» (11 м'ячів) та Анну Гававку з «Карпат» (13 м'ячів).
| 24 серпня 2024 14:00 |

| «Галичанка» | 34 – 34  | «Карпати» |
| ----------- | -------- | --------- |
| 14, 20      |          | 14, 20    |
|             | Пенальті |           |
|             | 4:5      |           |

| Палац спорту Арбітр: Р. Піпаш, А. Шевчук |

| 16               | в   | Анна Стадник       |    |
| 77               | в   | Тетяна Миколюк     |    |
| 2                |     | Катерина Гайдук    | 3  |
| 3                |     | Олеся Дяченко      | 5  |
| 5                |     | Вікторія Мальована |    |
| 6                |     | Тетяна Ткач        | 2  |
| 9                |     | Ванесса Лакатош    | 5  |
| 11               |     | Ірина Прокоп'як    | 2  |
| 14               |     | Софія Гіщак        |    |
| 18               |     | Аліса Петрів       |    |
| 19               |     | Марина Коновалова  | 4  |
| 20               |     | Катерина Козак     | 5  |
| 21               |     | Мілана Шукаль      | 11 |
| 23               |     | Софія Заплатинська |    |
| 31               | (к) | Світлана Гавриш    | 1  |
| Головний тренер: |     |                    |    |
| Віталій Андронов |     |                    |    |

| 12                | в   | Андріана Марцин     |    |
| 16                | в   | Яна Резуненко       |    |
| 2                 |     | Олександра Бондал   | 2  |
| 3                 |     | Єлизавета Сергієнко | 5  |
| 4                 |     | Катерина Фенинець   | 3  |
| 5                 |     | Марина Хасан        |    |
| 6                 | (к) | Анна Гававка        | 13 |
| 7                 |     | Надія Пойманова     | 4  |
| 10                |     | Дарина Горошко      |    |
| 11                |     | Валентина Чумак     |    |
| 17                |     | Валерія Нестеренко  | 10 |
| 18                |     | Діана Харіна        |    |
| 19                |     | Катерина Міхєєва    | 2  |
| 24                |     | Анастасія Полєтаєва |    |
| 33                |     | Карина Колодюк      | 5  |
| Тренер:           |     |                     |    |
| Катерина Ткаченко |     |                     |    |